# Erxleben (Börde)
Erxleben est une commune allemande de l'arrondissement de la Börde, Land de Saxe-Anhalt.

## Géographie
Erxleben comprend les quartiers de Groß Bartensleben, Klein Bartensleben, Bregenstedt, Groppendorf, Hakenstedt et Uhrsleben.
| Oebisfelde-Weferlingen | Altenhausen |            |
| Ingersleben            | Erxleben    | Hohe Börde |
| Ummendorf              | Eilsleben   |            |

Erxleben se trouve sur la Bundesautobahn 2 et les Bundesstraße 1, 245  et 246a.

## Histoire
Au nord-est d'Erxleben se trouve le tumulus néolithique de Heidenkrippe.
Erxleben est mentionné pour la première fois en 958 sous le nom d'Inarraxluuu. Un château est bâti vers 1100 ; il est de 1270 à 1945 la propriété de la maison d'Alvensleben.
Le 31 décembre 2009, Bregenstedt fusionne avec Erxleben, Bartensleben, Hakenstedt (avec le quartier de Groppendorf) et Uhrsleben le lendemain.

## Personnalités liées à la commune
- Jean-Ernest d'Alvensleben (de) (1758–1827), homme d'État allemand
- Christoph Mühlenberg (1784–1809), militaire napoléonien
- Ferdinand d'Alvensleben (1803-1889), homme politique mort à Erxleben.
- Albert Niemann (1831-1917), ténor
- Friedrich Johann von Alvensleben (1836-1913), diplomate
- Margarethe von Alvensleben (1840-1899), religieuse catholique

## Source, notes et références
- (de) Cet article est partiellement ou en totalité issu de l’article de Wikipédia en allemand intitulé « Erxleben (Landkreis Börde) » (voir la liste des auteurs).